# Võ miếu (Huế)
Xem các công trình có tên Võ miếu tại bài Võ miếu (định hướng)

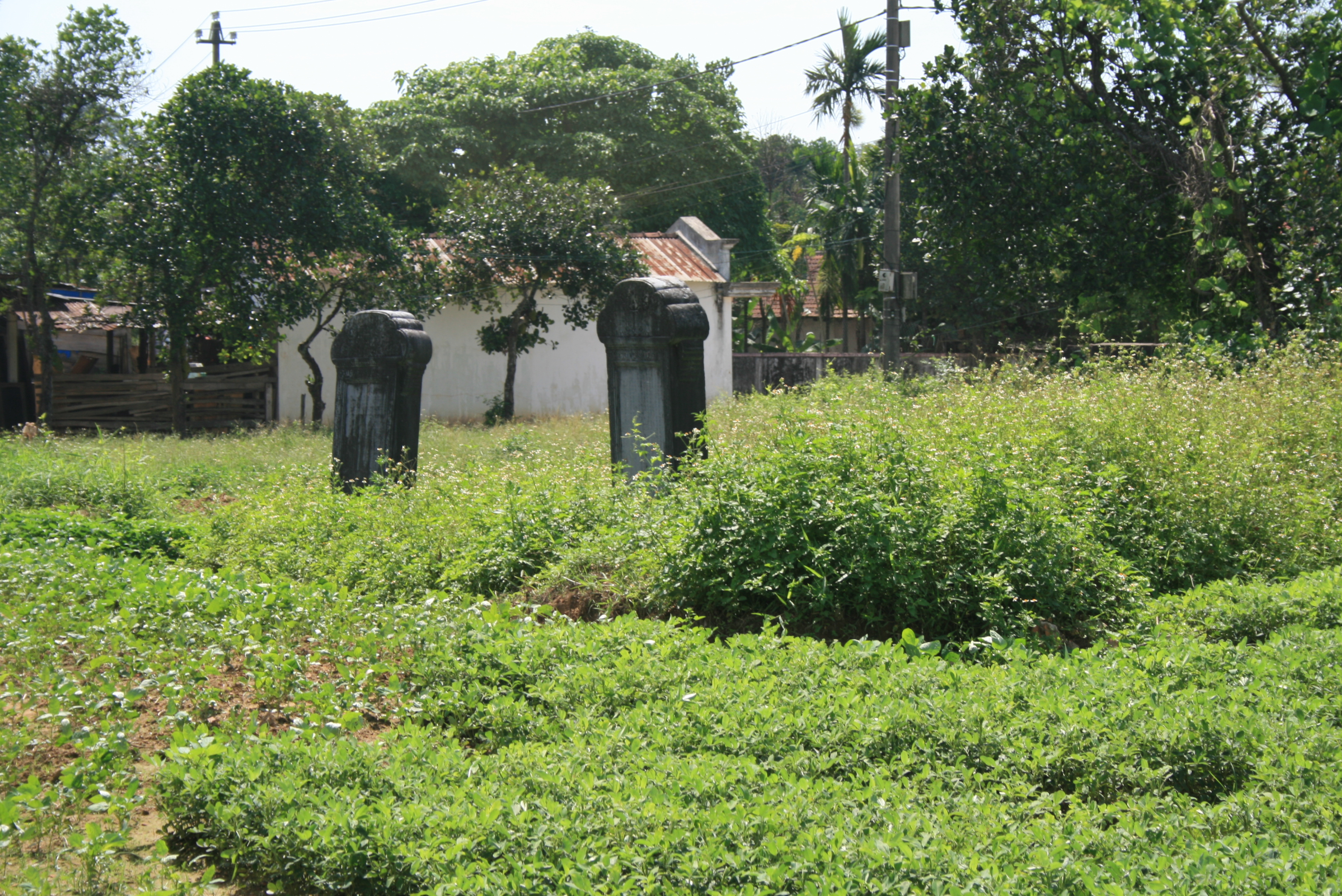
Bia đá tại Võ miếu Huế, chứng tích còn lại của một di tích trong quần thể di tích cố đô Huế

Võ Thánh miếu (chữ Nho: 武成廟) gọi tắt Võ Miếu hay Võ Thánh là nơi thờ phụng danh tướng nhà Trần Việt Nam là Trần Hưng Đạo, thờ phụng các danh tướng khai quốc của chúa Nguyễn và nhà Nguyễn (trước 1802), đồng thời ghi danh các danh tướng lập võ công trong thời nhà Nguyễn độc lập (1802-1884), ghi danh những tiến sĩ đỗ trong 3 khoa thi võ dưới thời nhà Nguyễn độc lập.
Những danh tướng được vua Minh Mạng chọn thờ tự tại Võ Miếu là những người có công liệt rõ ràng, trọn vẹn trước sau, xứng đáng làm gương cho thế hệ sau.
Muốn mở mang bờ cõi, vua Minh Mạng rất chú trọng việc chiêu hiền đãi sĩ, đặc biệt là các võ tướng. Tháng 9/1835, vua đã bàn với các đại thần về việc xây dựng võ miếu để thờ tự danh tướng làm gương cho thế hệ sau.

## Lịch sử
Sau khi Văn miếu Huế được xây dựng, các tỉnh khác tại Việt Nam cũng lần lượt xây dựng Văn Miếu tại địa phương. Đến năm 1835 dưới thời Minh Mạng, theo kiến nghị của Bộ Lễ, vua Minh Mạng dụ rằng: "Điều cốt yếu trong việc trị nước phải gồm có cả văn lẫn võ, không thể thiên về một bên. Việc xây dựng Võ Miếu là việc nên làm... Từ Đinh, Lê, Lý, Trần, Lê đời nào cũng có người tài giỏi binh cơ mưu lược, huống chi triều đình ta từ lúc khai quốc cho đến giai đoạn Trung hưng, nhiều người ra mưu giúp nước, công lao rực rỡ không kém gì người xưa, cần biểu dương để khuyến khích nhân tài...". Vua chuẩn y cho xây dựng Võ Miếu nhằm thể hiện sự chú trọng đến giáo dục quân sự và đề cao nghiệp võ.
Theo Đại Nam thực lục, vua Minh Mạng dụ: "Những người được thờ ở Võ miếu tất phải là bậc có công liệt rõ ràng, giữ trọn trước sau, mới đủ để nêu rõ ý nghĩa thờ tự và làm gương lâu dài cho sau này... Nay chuẩn cho: trong danh tướng các triều đại thì lựa lấy Trần Quốc Tuấn và Lê Khôi; trong danh tướng tiên triều ta thì lấy Nguyễn Hữu Dật, Nguyễn Hữu Tiến, Tôn Thất Hội và Nguyễn Văn Trương tất cả sáu người, liệt vào thờ phụ ở giải vũ tả hữu nhà Võ miếu. Lại cho mộ lấy 20 người dân ngoại tịch ở gần miếu, sung làm thủ hộ; hằng năm cứ mùa xuân và mùa thu làm lễ tế sau một ngày hôm tế miếu Lịch đại đế vương." (Lễ phẩm: dùng 1 trâu, 1 dê, 2 lợn và 5 mâm xôi)
Sau khi tra Sử ký các triều đại An Nam và Thực lục triều Nguyễn ghi chép công trạng bậc khai quốc công thần và trung hưng, các quan đã liệt kê ra những danh tướng như: Trần Quốc Tuấn thời Trần, Lý Thường Kiệt thời Lý, Trần Nhật Duật, Đinh Liệt, Tôn Thất Thuần, Đào Duy Từ, Chu Văn Tiếp... có thể đưa vào thờ tại Võ Miếu.
một số danh tướng Việt Nam như: Trần Quốc Tuấn, Lê Khôi, Nguyễn Hữu Tiến, Nguyễn Hữu Dật, Tôn Thất Hội, Nguyễn Văn Trương...,
Theo vua Minh Mạng, Lý Thường Kiệt là vị tướng ưu việt về phần võ lược nhưng xuất thân từ hoạn quan nên không thể đưa vào thờ tự. Còn Trần Nhật Duật, Đinh Liệt và Hoàng Đình Ái là những tướng đánh thành, phá trận, trội hơn mọi người một thời đó, rút lại vẫn "chưa được mười phần rực rỡ".
Vua Minh Mạng cho rằng, Trần Quốc Tuấn là vị tướng tinh thông binh pháp, hai lần đánh tan quân Nguyên; Lê Khôi đời nhà Lê nhiều lần đánh tan quân Minh, hai lần dẹp yên Chiêm Thành. Thao lược và oai phong của hai vị này vang dội khắp nơi, mọi người đều nghe biết, "quá xứng đáng để tôn thờ".
Trong các tướng giúp triều Nguyễn đánh Nam dẹp Bắc, vua Minh Mạng cho rằng Đào Duy Từ bàn mưu ở nơi bàn tướng, Tôn Thất Thuần điều khiển quân cơ thì to thật nhưng bảo là võ liệt thì "chưa đáng". Nguyễn Hữu Dật và Nguyễn Hữu Tiến thời chúa Nguyễn nhiều lần đánh phá quân giặc, đáng là danh tướng một đời. Đến thời trung hưng, Nguyễn Hoàng Đức tuy có tiếng hổ tướng nhưng so sánh lấy hạng trội hơn cả mọi người thì chưa bằng Tôn Thất Hội "theo đòi bên ngựa, từng trải chiến trường, công trạng to tát". Nguyễn Văn Trương biết hướng về nơi sáng, theo con đường chính, theo đánh dẹp đi tới đâu có công đến đó, "sự nghiệp của họ rực rỡ hơn cả".
Vua Minh Mạng đã chọn các tướng Trần Quốc Tuấn đời Trần; Lê Khôi thời nhà Lê; Nguyễn Hữu Dật, Nguyễn Hữu Tiến, Tôn Thất Hội và Nguyễn Văn Trương vào thờ ở giải vũ tả hữu nhà Võ Miếu.

## Xây dựng

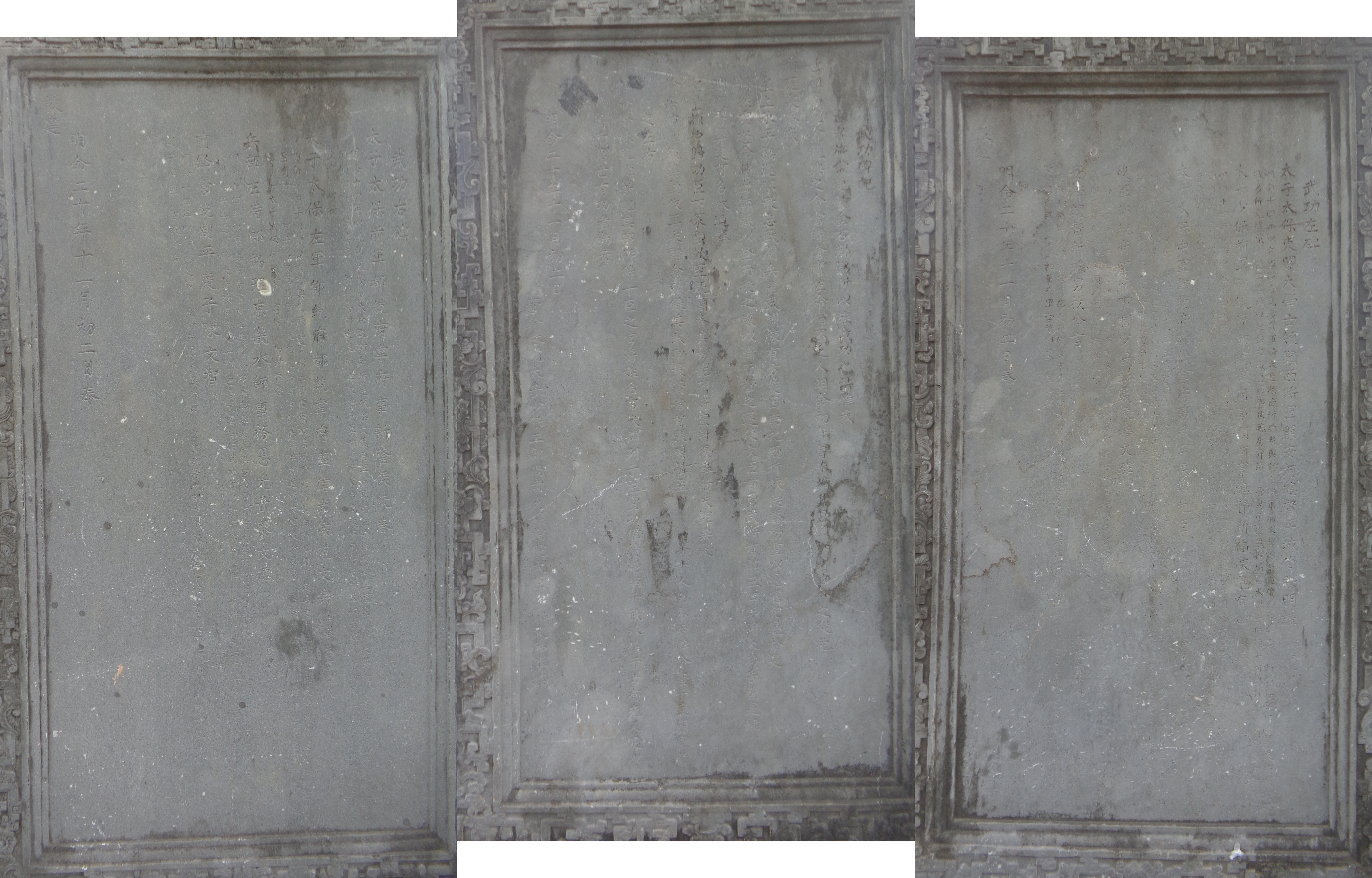
Văn khắc bia 3 bia Võ công tại Võ Thánh Miếu Huế (thứ tự bố trí hiện nay). Bia bên trái là bia danh trạng công thần bên hữu trong Đại Nam thực lục. Ở giữa phía sau là Tòa bia văn. Bia bên phải là bia danh trạng công thần bên tả trong Đại Nam thực lục.

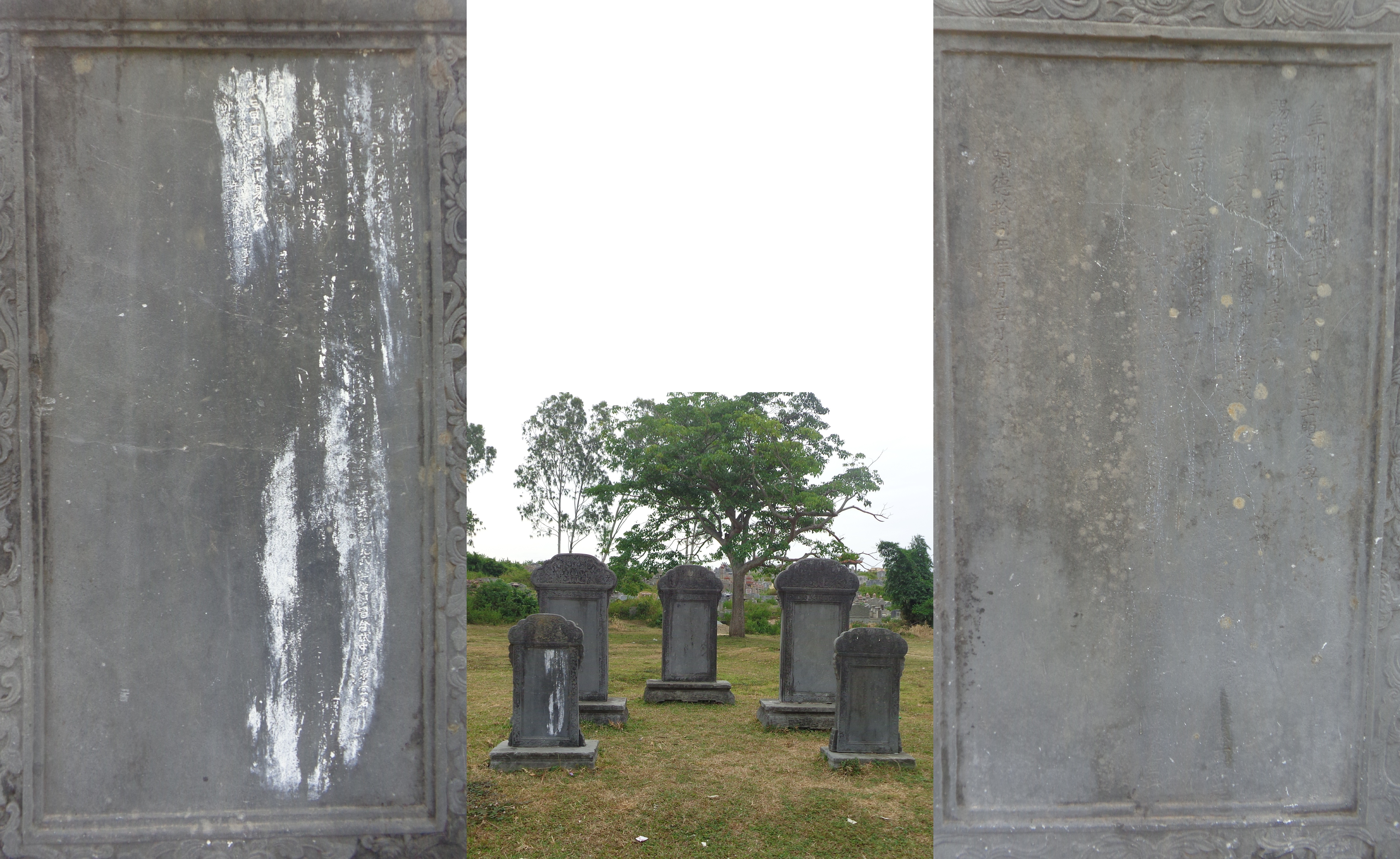
Văn khắc bia 2 bia Tiến sĩ võ tại Võ Thánh Miếu Huế. Bên phải là bia Tiến sĩ võ năm 1865. Bên trái là bia Tiến sĩ võ các năm 1868-1869. (thứ tự bố trí hiện nay)

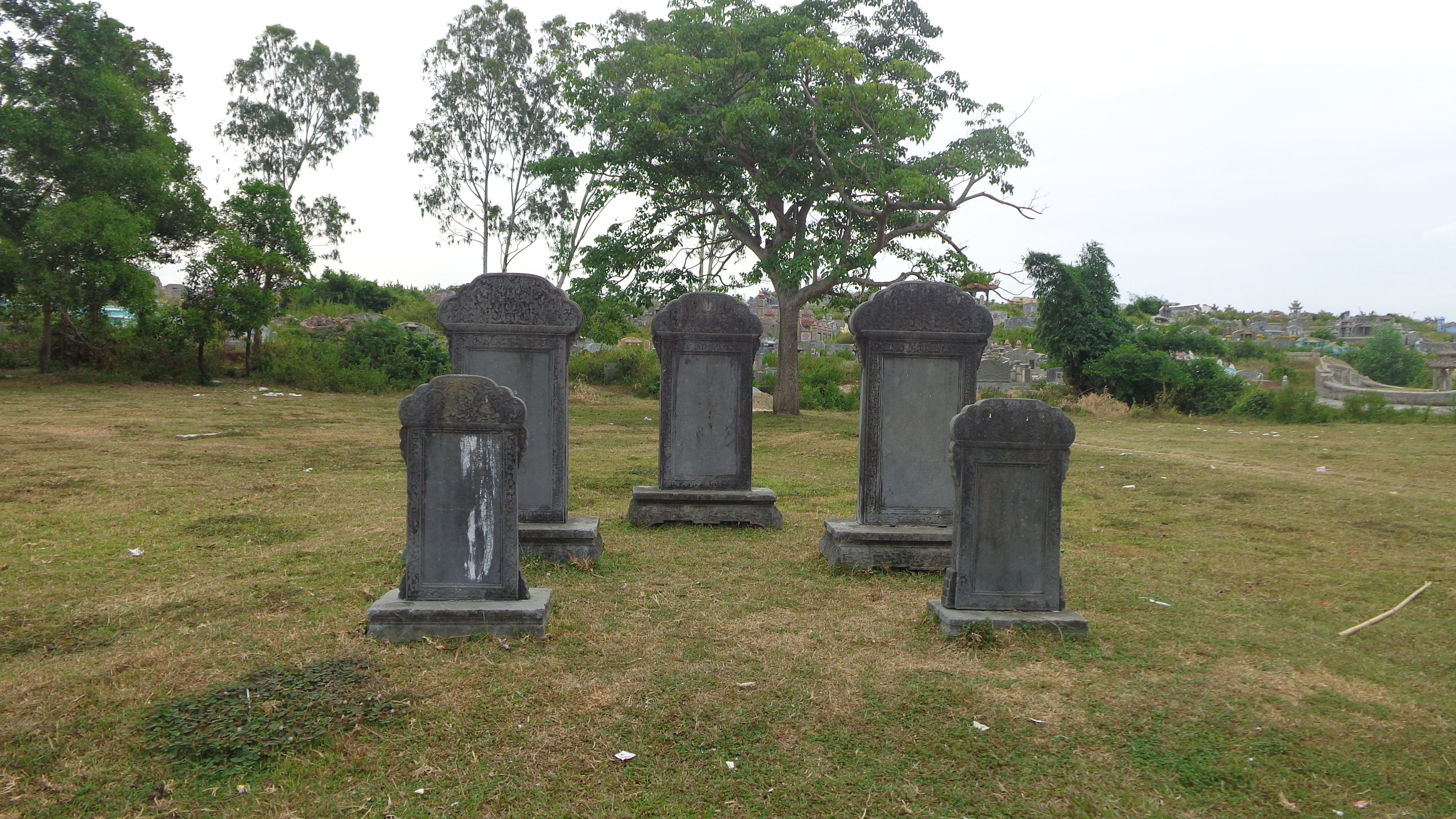
Bia Võ công và bia Tiến sĩ võ tại Võ Thánh miếu Huế.

Võ Miếu lập năm Ất Mùi (1835)  tại làng An Ninh thuộc huyện Hương Trà, phía bên trái Văn Thánh Miếu Huế, trước mặt là sông Hương. Theo Đại Nam thực lục: Tháng 9 âm lịch năm Ất Mùi, niên hiệu Minh Mạng 16, bắt đầu xây dựng nhà Võ miếu ở ấp Nội Súng huyện Hương Trà.
Quy mô xây dựng miếu như sau: 01 nhà chính đường, 01 nhà tiền tế, hợp lại thành một tòa (miếu chính). Phía trước là hai tòa thờ phụ (tòng tự) ở hai bên trái (Tả Vu), phải (Hữu Vu), đều 5 gian. Bốn bề xây tường gạch, mặt trước xây một nghi môn với phía trái, phải mỗi bên đều có 01 cửa tò vò. Võ miếu có chu vi khoảng 400 m, kiến trúc miếu chính theo kiểu trùng thiềm điệp ốc, chính doanh (nhà chính đường) 3 gian 2 chái, tiền doanh (nhà tiền tế) 5 gian. Phía trước có xây 2 nhà phụ gọi là Tả Vu và Hữu Vu đối diện nhau. Xung quanh có xây thành bao bọc, phía ngoài thành có "Tể sinh sở", là nơi giết súc vật khi tổ chức cúng tế.
Tháng 3 âm năm Mậu Tuất (1838), Minh Mạng cho bộ Binh trồng khắp ngoài tường và đường đi mặt trước Võ miếu các loại cây tùng và cây phong.
Năm Minh Mạng thứ 17 (1836) , nhưng theo Đại Nam thực lục là vào tháng 12 âm năm Mậu Tuất niên hiệu Minh Mệnh 19 (1838-1839), theo niên đại ghi trên bia là năm Minh Mạng thứ 20 (明命二十年), nhưng đều sau chiến thắng trước người Thái và việc bình định Trấn Tây, triều đình nhà Nguyễn cho dựng ba tấm bia Võ Công ở trước sân Võ Miếu khắc ghi tên họ, quê quán, chức tước và công trạng 10 danh tướng đã đóng góp nhiều chiến công trong hai triều vua Gia Long và Minh Mạng theo thứ bậc công trạng gồm: Trương Minh Giảng (người Gia Định), Nguyễn Xuân (người Thanh Hoá), Phạm Hữu Tâm (người Thừa Thiên), Phạm Văn Điển (người Thừa Thiên), Tạ Quang Cự (người Thừa Thiên), Lê Văn Đức (người Vĩnh Long), Phan Văn Thuý (người Quảng Trị), Trần Văn Trí (người Gia Định), Mai Công Ngôn (người Thừa Thiên) và Tôn Thất Bật (người Thừa Thiên). Năm 1854, do bị quy tội "dự mưu" trong chính biến của Hồng Bảo (anh vua Tự Đức), Tôn Thất Bật đã bị đục tên. Thực lục viết: "... kê khai rõ quan hàm họ tên sự trạng, khắc vào bia đá, để ở trước sân Võ miếu, bên tả: Trương Minh Giảng (張明講), Phạm Hữu Tâm (范有心), Tạ Quang Cự (謝光巨), Phan Văn Thúy (潘文璻), Mai Công Ngôn (枚公言) làm 1 bia đá; bên hữu: Nguyễn Xuân (阮春), Phạm Văn Điển (范文典), Lê Văn Đức (黎文德), Trần Văn Trí (陳文智), Tôn Thất Bật (尊室弼) làm 1 bia,.. Vua theo lời bàn ấy, sai viện Hàn lâm nghĩ soạn thể văn, bộ Công nghĩ định cách thức bia để thi hành (1 tòa bia văn; 2 tòa bia danh trạng công thần ở hai bên tả hữu đều rộng 1 thước 6 tấc 8 phân, cao suốt 4 thước 5 tấc; bia văn dựng ở bên tả, phía trên bia công thần)."

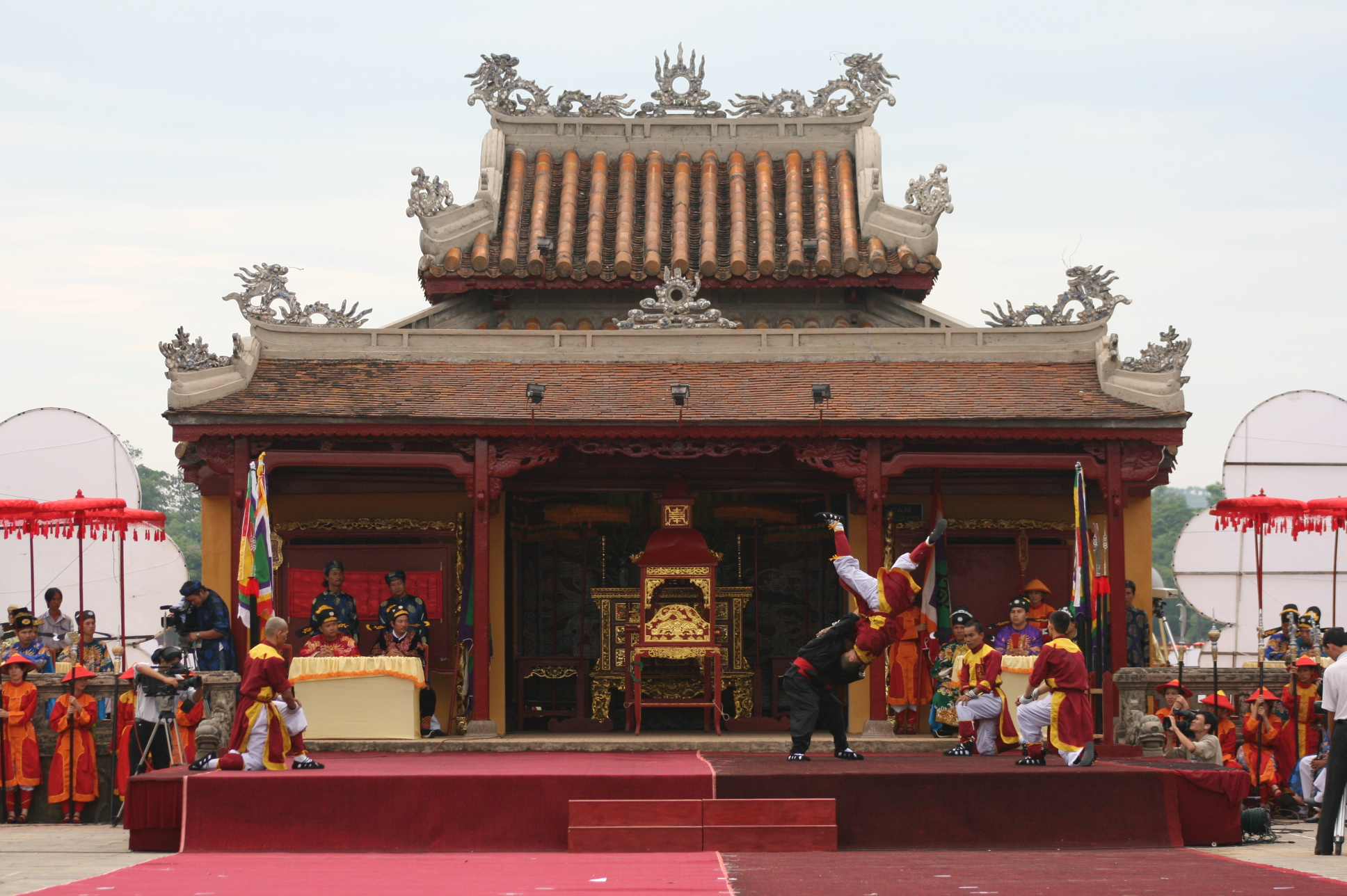
Tái tạo Hội thi Tiến sĩ Võ tại Festival Huế 2008

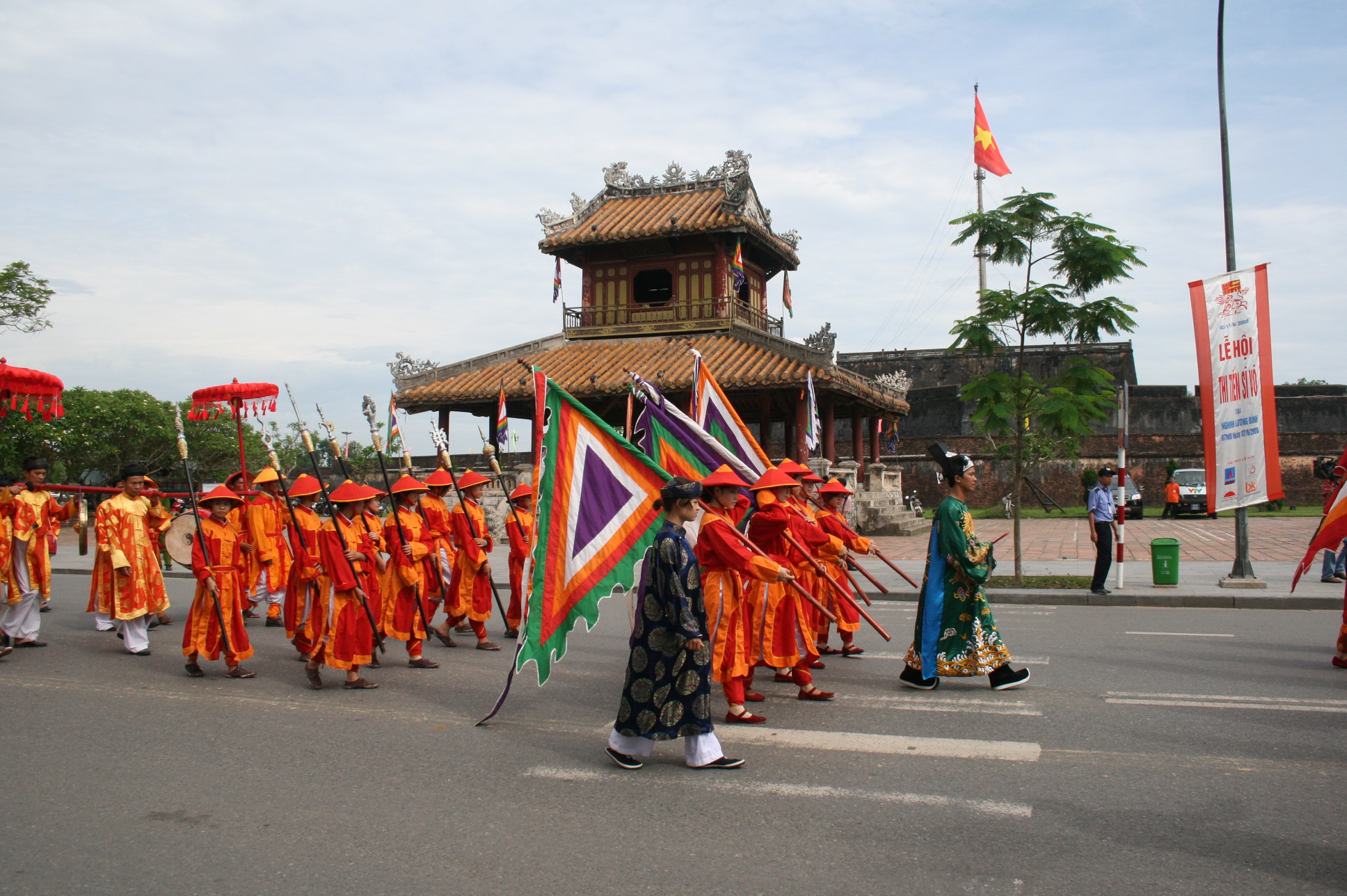
Tân Tiến sĩ võ (tái tạo tại Festival Huế 2008)

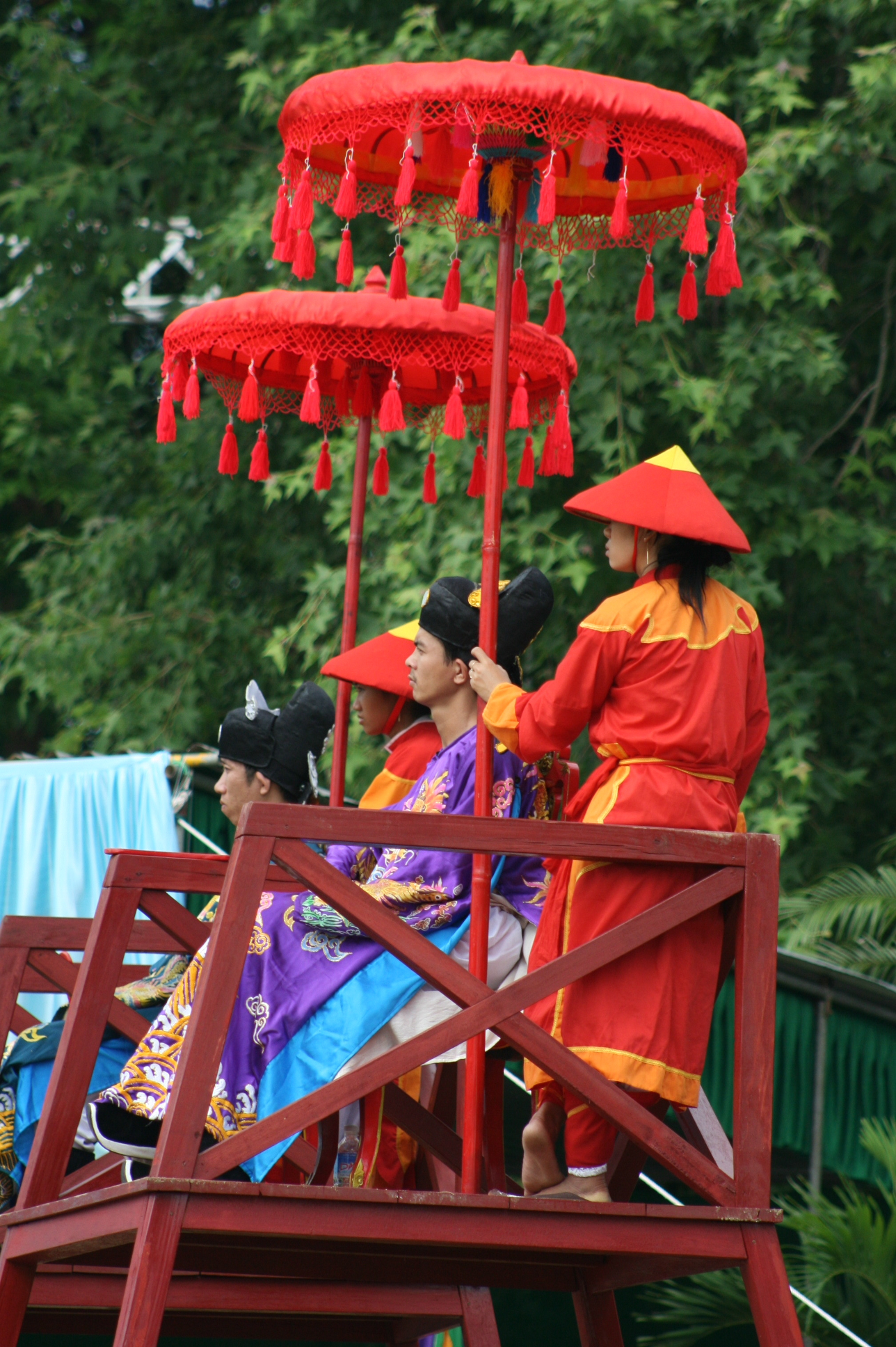
Quan giám khảo - Hội thi "Tiến sĩ võ" (tái tạo tại Festival Huế 2008)

Khoảng cuối thời Thiệu Trị (tháng 7 âm năm Đinh Mùi (1847)) đến đầu thời Tự Đức (1851) nghị đình dựng bia Võ công An Tây ở Võ miếu Huế, ghi công các tướng lĩnh có công trạng trong cuộc An định Cao Miên và phân định Nam Kỳ năm 1845. Đại Nam thực lục chính biên chép rằng: "Đinh Mùi, Thiệu Trị thứ 7, mùa thu, tháng 7,... Sai đình thần bàn định công trạng An tây, khắc vào đá, dựng bia. Dụ rằng: "Từ đời cổ, đế vương dựng công to, lập nghiệp lớn, đối với những bề tôi có công, chép vào sách đỏ, truyền vào bức vẽ để tỏ ra bất hủ. Khoảng năm Minh Mệnh, bình định 2 kỳ, quét sạch quân Xiêm, quân Lạp, phàm những người khó nhọc vì nước, lập công ở chốn biên thùy, thì có bia ở Võ Miếu còn đó. Nay miền Tây đã định, võ công cáo thành, những tướng súy An tây như: ... Vũ Văn Giải, ... Nguyễn Tri Phương, ... Doãn Uẩn, ... Nguyễn Hoàng, ... Lê Văn Phú, cho đến các viên: ... Nguyễn Lương Nhàn,... Dương Thai. Và việc Hà Tiên đánh lui được giặc Xiêm ở đường thủy: ... Đoàn Văn Sách. Lại [thêm] ... Tôn Thất Nghị. Tất cả đều chuẩn giao đình thần xét sự trạng, ai đáng được khắc vào đá, dựng bia ở Võ miếu,..." (đến năm Tự Đức thứ 4 (1851) nghị đình mới dựng bia).". Quốc triều sử toát yếu cũng chép như vậy. Năm 1849, vua Tự Đức tái chuẩn y cho dựng bia võ công An Tây. Đại Nam thực lục chép: "Tháng 6, năm Kỷ Dậu niên hiệu Tự Đức thứ 2 (1849),... Chuẩn cho dựng bia võ công dẹp yên cõi tây. Khi ấy bàn người có công đầu, lúc trước cho Vũ Văn Giải đứng đầu, sau lại cho Nguyễn Tri Phương đứng đầu, Tri Phương bèn dâng tập tâu bày nhường cho Vũ Văn Giải. Vua dụ rằng: các viên đi dẹp yên cõi tây là bọn Vũ Văn Giải, Nguyễn Tri Phương, Doãn Uẩn, Đoàn Văn Sách, Nguyễn Hoàng, Tôn Thất Nghị 6 người, sự trạng công lao đánh dẹp, khắc bia ghi công thực đã công bằng chính đáng..." Bia Võ công An Tây này nay đã bị thất lạc, chỉ còn 3 bia Võ công thời vua Minh Mạng, cùng 2 bia Tiến sĩ võ thời Tự Đức.
Dưới thời Tự Đức, triều đình cho dựng thêm hai tấm "Tiến sĩ võ", ghi những Tiến sĩ đỗ trong 3 khoa thi võ: khoa Ất Sửu (1865), khoa Mậu Thìn (1868) và khoa Kỷ Tỵ (1869), bao gồm: Võ Văn Đức (Quảng Nam), Võ Văn Lương (Quảng Trị), Văn Vận (Thừa Thiên), Phạm Học (Quảng Nam), Nguyễn Văn Tứ (Bình Định), Dương Việt Thiệu (Thừa Thiên), Đỗ Văn Kiệt (Quảng Trị), Đặng Đức Tuấn (Bình Định), Trần Văn Hiển (Thừa Thiên) và Lê Văn Trực (Quảng Bình)

## Tế lễ
Việc tế lễ ở Võ Miếu được tổ chức một năm 2 lần vào mùa thu và mùa xuân. Phẩm vật cúng tế có những quy định riêng, chủ yếu vẫn là tam sinh (trâu, heo, dê) và hương hoa, quả phẩm.
Võ Miếu được lập ra cũng để tôn vinh những công thần đã đóng góp nhiều công lao cho triều đại, mục đích động viên những người theo đòi võ nghiệp mong lập được chiến tích để lưu danh muôn thuở

## Võ Miếu trong ca dao

Mặt phía trước khu di tích Võ Thánh miếu Huế, với hàng bàng trồng ven đường Văn Thánh.

Văn thánh trồng thông, Võ thánh trồng bàng 
Ngó vô Xã tắc hai hàng mù u 

## Di tích hiện còn

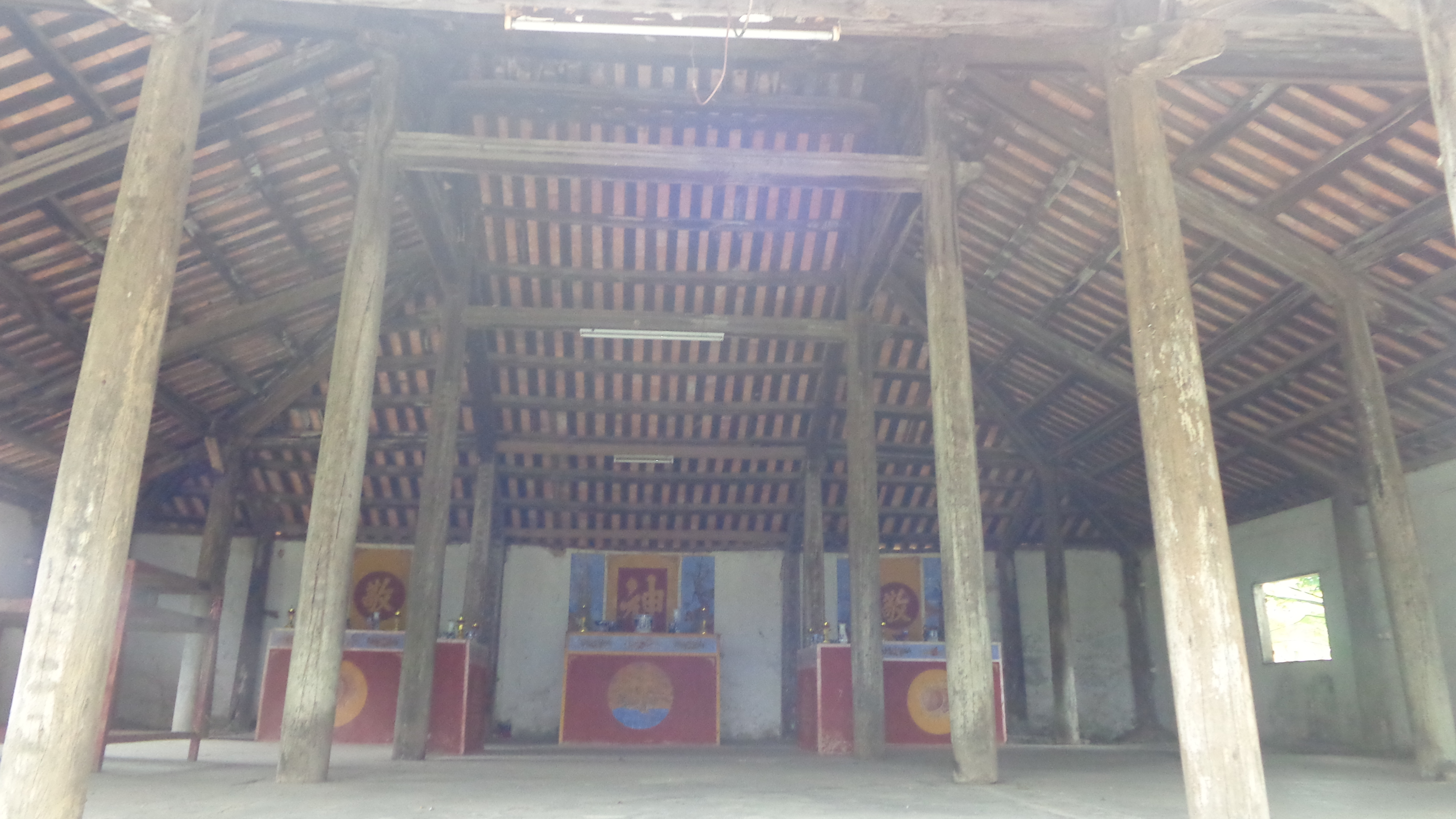
Tòa miếu đình kiểu kiến trúc nhà rường tại quần thể di tích Võ Thánh Miếu Huế.(Chữ trên 3 ban thờ: (ban chính điện: thần (神)), (2 ban tả hữu: kính (敬)).

Kiến trúc hiện còn lưu giữ được tại khu vực Võ miếu Huế chỉ gồm: 5 bia đá ghi văn khắc trong đó có 3 bia Võ công niên hiệu Minh Mạng (01 bia văn, 02 bia đề danh các danh tướng) và 2 bia tiến sĩ niên hiệu Tự Đức đề danh các tiến sĩ võ các khoa thi 1865, 1868, 1869 (01 bia khoa thi 1865, 01 bia cho các khoa 1868, 1869). Ngoài ra, kiến trúc nhà thì chỉ còn 01 ngôi miếu chính, là ngôi nhà rường (3 gian 2 trái) mục nát, có 5 án thờ bên trong. Cùng một ngôi nhà khác (không rõ công năng) bỏ hoang nằm kề phía trước bên trái ngôi miếu chính này. Cụm 5 bia, hiện nằm cách xa ngôi miếu chính kiểu nhà rường trên về phía đông, và nằm lộ thiên không còn nhà nhà bia che chắn.